# Mitrella permodesta
Mitrella permodesta är en snäckart som först beskrevs av Dall 1890.  Mitrella permodesta ingår i släktet Mitrella och familjen Columbellidae. Inga underarter finns listade i Catalogue of Life.